# Mesochorus dreisbachi
Mesochorus dreisbachi là một loài tò vò trong họ Ichneumonidae.